# 2008년 한솔 코리아 오픈
2008년 한솔 코리아 오픈은 2008년 9월 22일부터 28일까지 서울 올림픽 공원 테니스 경기장에서 열렸다. 2008년 대회로 개최 5년째를 맞았으며, 2008년 WTA 투어 티어 IV 시리즈에 속했다. 대회가 열림 서울 올림픽 공원 테니스 경기장은 실외 하드 코트이다.

## 우승자

### 단식
마리아 키릴렌코 def.  사만다 스토서, 2–6, 6–1, 6–4

※ 이것은 키릴렌코의 2008년 3번째 타이틀이자 그녀의 통산 5번째 타이틀이다.

### 복식
좡자룽 /  셰수웨이 def.  베라 두셰비나 /  마리아 키릴렌코, 6–3, 6–0